# Penicylamina
Penicylamina (łac. penicillaminum) – organiczny związek chemiczny z grupy α-aminokwasów, jeden z metabolitów penicyliny. Ma właściwości chelatujące, co jest wykorzystywane w medycynie. Tworzy trwałe, rozpuszczalne w wodzie wiązania kompleksowe z kationami miedzi, ołowiu, rtęci, kadmu, talu, cynku, niklu, złota i żelaza. Może chelatować jony wchodzące w skład metaloproteinaz i tym samym zmniejszać aktywność tych enzymów. Ma wiele działań niepożądanych. Zastosowanie medyczne ma tylko D-penicylamina, ponieważ jej enancjomer, L-penicylamina, jest toksyczny (hamuje działanie pirydoksyny).

## Aktywność biologiczna
- Właściwości chelatujące penicylaminy wykorzystywane są w zatruciach, gdyż penicylamina wiąże kationy metali ciężkich z przewodu pokarmowego. Te same własności związku mają zastosowanie w leczeniu choroby Wilsona, polegającej na nieprawidłowym metabolizmie jonów miedzi.
- Rozbija kompleksy immunoglobulin, odkładające się w tkankach w przebiegu reumatoidalnego zapalenia stawów i innych układowych chorób tkanki łącznej.
- Spowalnia proces enzymatycznego tworzenia wiązań pomiędzy cząsteczkami kolagenu przez chelatację jonów w centrach aktywnych odpowiedzialnych za te reakcje metaloproteinaz.
- Hamuje aktywność limfocytów T nie wywierając wpływu na limfocyty B.

## Dystrybucja
Lek wchłania się dobrze, osiąga stężenie maksymalne w osoczu 2 godziny po podaniu p.o. 80% leku wydalane jest z kałem i moczem w ciągu 48 godzin po podaniu, śladowe ilości mogą być wykrywane w osoczu przez kilka-kilkanaście dni.

## Wskazania
- choroba Wilsona
- zatrucia rtęcią, ołowiem, talem, kadmem (oraz ich związkami), związkami żelaza, miedzi i złota
- cystynuria
- reumatoidalne zapalenie stawów, gdy inne metody leczenia są nieskuteczne.

## Przeciwwskazania
- Nadwrażliwość na preparat lub penicylinę
- niewydolność nerek
- choroby tkanki łącznej (z wyjątkiem reumatoidalnego zapalenia stawów)
- miastenia.

## Działania niepożądane
Działania niepożądane są częste i mogą mieć poważny przebieg, niekiedy prowadząc nawet do zgonu. Typowe są osutki polekowe, o charakterze liszaja płaskiego lub zmian toczniopodobnych. Poważnym powikłaniem jest indukowana penicylaminą miastenia (D-penicillamine induced myasthenia gravis).

## Ciąża i laktacja
Kategoria C. Nie należy stosować w ciąży i w okresie karmienia piersią. Wyjątek stanowi choroba Wilsona u ciężarnej; w takim przypadku należy zmniejszyć dawkę leku do 1 g/dobę.

## Preparaty
- Cuprimine
- Depen